# Pedro Rodriguez (politicus)
Pedro Rodriguez (Bogo, 1869 - 25 oktober 1932) was een Filipijns politicus. Rodriguez was van 1907 tot 1909 lid van de Filipijnse Assemblee en van 1925 tot 1931 lid van de Senaat van de Filipijnen. 

## Biografie
Pedro Rodriguez werd geboren in 1869 in Bogo in de Filipijnse provincie Cebu. Zijn ouders waren Jose Rodriguez en Vicenta de Sala (ook wel: Vicenta Lazala). Hij volgde een opleiding aan het San Carlos Seminary in Cebu en behaalde een Bachelor of Science-diploma aan de Ateneo Municipal de Manila. Rodriguez werd door president Emilio Aguinaldo in 1898 benoemd tot burgemeester van Bogo, een positie die hij tot 1903 bekleedde. In 1907 werd hij namens het 7e kiesdistrict van Cebu gekozen in de Filipijnse Assemblee, het toenmalig Filipijns Huis van Afgevaardigden. In 1925 werd Rodriguez namens het 10e senaatsdistrict gekozen de Senaat van de Filipijnen. Drie jaar later werd hij herkozen. 
Rodriguez overleed in 1932. Hij was getrouwd met Masay Veloso. Hun zoon Jose Rodriguez werd namens het 7e kiesdistrict van Cebu gekozen in het Filipijns Huis van Afgevaardigden en was van 1952 tot 1955 burgemeester van Cebu City. Pedro Rodriguez was een oudere broer van Celestino Rodriguez die ook namens Cebu werd gekozen in de Senaat en in het Huis van Afgevaardigden.